# Crataeva tapia
Crateva tapia ou simplesmente trapiá é uma espécie de árvores ou arbustos, sendo o único membro do gênero monotípico Crataeva, pertencente a família Capparaceae. É uma espécie nativa das Américas.

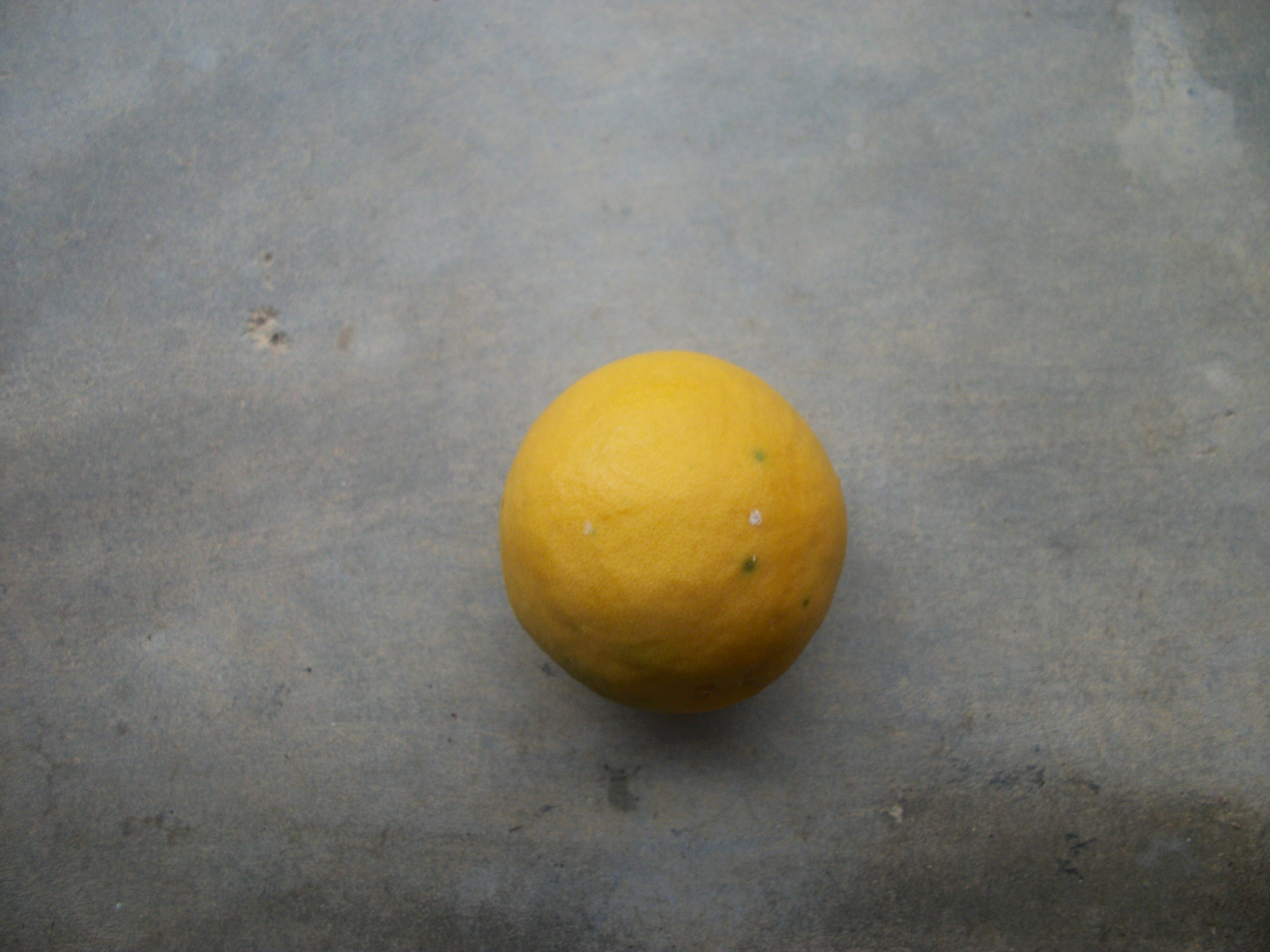
Detalhe do fruto

## Descrição
São árvores ou arbustos que variam de 2 a 25 metros de altitude, com uma coroa de até 20 metros de diâmetro. Possuem uma crosta marrom opaca, que varia desde tons claros até tons mais escuros. Possuem também galhos largos e estreitos variando de 8 a 13 cm de comprimento e 2 a 9 cm de largura. 

## Distribuição e habitat
É uma espécie comum em florestas secas e áreas com solos arenosos, especialmente na altitude de 0-500 metros. Distribui-se intensamente entre o México e a Amazônia. Quando cresce em clima seco, é muito semelhante a Cucurbita palmeri.

## Taxonomia
Crataeva tapia foi descoberta por Carlos Linneo, o qual publicou o feito em Species Plantarum.